# Chaetodon guentheri
Chaetodon guentheri là một loài cá biển thuộc chi Cá bướm (phân chi Exornator) trong họ Cá bướm. Loài này được mô tả lần đầu tiên vào năm 1923.

## Từ nguyên
Từ định danh guentheri được đặt theo tên của Albert Günther, nhà động vật học người Đức, người đã báo cáo loài này là Chaetodon miliaris vào năm 1871.

## Phạm vi phân bố và môi trường sống
Từ vùng biển phía nam Nhật Bản (kể cả quần đảo Ryukyu) và đảo Đài Loan, C. guentheri được phân bố trải dài đến Indonesia, Papua New Guinea, và Palau, xa hơn ở phía đông nam đến bờ biển Đông Úc (gồm cả rạn san hô Great Barrier và đảo Lord Howe), Nouvelle-Calédonie và Tonga. Còn ở Việt Nam, C. guentheri mới chỉ được ghi nhận tại quần đảo Trường Sa, sau đó là vịnh Nha Trang (Khánh Hòa).
C. guentheri thường sống tập trung ở những khu vực mà san hô phát triển phong phú trên các rạn viền bờ, độ sâu khoảng 5–50 m; ở khu vực nhiệt đới, loài này thường xuất hiện ở vùng biển sâu có nước trồi chảy qua (như Indonesia).

## Mô tả

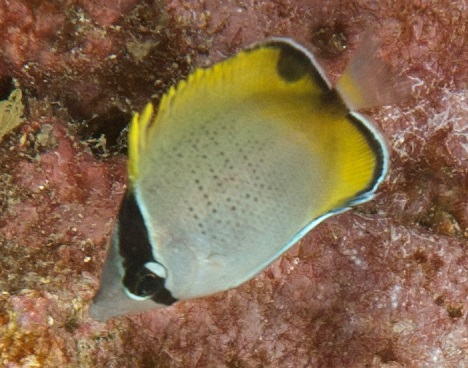
Cá con

C. guentheri có chiều dài cơ thể lớn nhất được ghi nhận là 18 cm. Loài này có màu trắng xám, lốm đốm những chấm nhỏ màu nâu trên thân. Đầu có một sọc đen từ gáy băng dọc qua mắt. Màu vàng bao phủ phần thân sau, lan sang vây lưng và vây hậu môn. Vây lưng và vây hậu môn có viền màu trắng xanh ở rìa, phía trong gần rìa có đường sọc đen. Vây ngực trong suốt. Vây bụng màu trắng. Vây đuôi trong mờ, phớt vàng, có vạch trắng bao quanh cuống. Cá con có thêm một đốm lớn trên vây lưng.
Số gai ở vây lưng: 13; Số tia vây ở vây lưng: 21–22; Số gai ở vây hậu môn: 3; Số tia vây ở vây hậu môn: 18; Số tia vây ở vây ngực: 14; Số gai ở vây bụng: 1; Số tia vây ở vây bụng: 5; Số vảy đường bên: 39–40.
So với C. guentheri, C. miliaris có thêm một đốm đen lớn trên cuống đuôi, Chaetodon citrinellus có màu vàng kem và một dải đen ngay rìa vây hậu môn, còn Chaetodon dolosus có thân sau sẫm màu đen.

## Sinh thái học
Thức ăn của C. guentheri chủ yếu là sinh vật phù du. Loài này thường sống đơn độc nhưng cũng có thể hợp thành đàn khi bơi qua dòng biển chảy mạnh.

## Lai tạp
Những cá thể mang đặc điểm hình thái trung gian giữa C. guentheri với hai loài Chaetodon oxycephalus và Chaetodon daedalma đã được bắt gặp trong tự nhiên.

## Thương mại
C. guentheri hầu như không được xuất khẩu trong ngành thương mại cá cảnh.